# Vilhelm Reesen
Vilhelm Reesen (7. juli 1675 i Skåne – 29. april 1745 på gården Rom i Lyngdal) var en dansk søofficer og norsk amtmand.
Han blev 1689 antaget som lærling i Marinen og 1695, efter at have gjort hollandsk og engelsk orlogstjeneste og faret med et venetiansk handelsskib, løjtnant. Han blev premierløjtnant 1697, kaptajnløjtnant 1700, kaptajn 1705, kommandørkaptajn 1710, kommandør 1711 og schoutbynacht 1718, men afgik samtidig fra Marinen og udnævntes til amtmand i Lister og Mandals Amt. 1708 blev han ansat som indrulleringschef i Frederikshalds distrikt og forestod 1711 indrulleringen i de søndenfjeldske distrikter. 1709-10 førte han skib i Ulrik Christian Gyldenløves flåde; 1711-15 var han på flåden i Østersøen, sendtes 1716 til Norge for at afløse viceadmiral Christian Carl Gabel og senere på året derhen med konvoj samt var endnu i søen i slutningen af 1717.
Som amtmand boede han på gården Rom i Aa Sogn (Lyngdal), hvor han afgik ved døden 29. april 1745. 17. februar 1706 var han blevet gift med Anna Dorothea Braem, datter af assessor Christian Braem og Thale Lange.